# Haeundae-gu
Haeundae is een stadsdeel (gu) van de Zuid-Koreaanse stad Busan. Haeundae heeft een oppervlakte van 51,44 km², en telt circa 423.000 inwoners (ca. 11,6% van de bevolking van Busan). In 1976 werd het onderdeel van Busan en verkreeg in 1980 de status van gu.
Buk-gu · 
Busanjin-gu · 
Dong-gu · 
Dongnae-gu · 
Gangseo-gu · 
Geumjeong-gu · 
Gijang-gun · 
Haeundae-gu · 
Jung-gu · 
Nam-gu ·
Saha-gu · 
Sasang-gu · 
Seo-gu · 
Suyeong-gu · 
Yeongdo-gu · 
Yeonje-gu